# Christian Jacq
Christian Jacq (ur. 28 kwietnia 1947 roku w Paryżu) – francuski egiptolog (absolwent Sorbony), pisarz. Założył Institut Ramsès, zajmujący się dokumentowaniem epigraficznym i fotograficznym zagrożonych zabytków starożytności. Od dłuższego czasu mieszka w Szwajcarii.
Wśród bogatego dorobku pisarskiego Jacqa znajdują się prace naukowe i opracowania popularnonaukowe z dziedziny historii (głównie starożytnej), powieści historyczne, jak również rozległe cykle powieści kryminalnych (np. Archiwa Scotland Yardu, Sprawy inspektora Higginsa) wydawanych pod pseudonimami J.B. Livingstone, Christopher Carter i Célestin Valois.
Znany jednak przede wszystkim jako autor poczytnych powieści i książek popularnonaukowych o starożytnym Egipcie, z których wiele ukazało się w wydaniach polskich.

## Twórczość wybrana (w polskich przekładach)

### Beletrystyka
- cykl Świetlisty kamień (4 powieści: Nefer Milczek, Mądra kobieta, Paneb Ognik, Miasto Prawdy)
- cykl Królowa wolności (3 powieści: Imperium mroku, Wojna koron, Ognisty miecz)
- cykl Tajemnice Ozyrysa (4 powieści: Drzewo Życia, Sprzysiężenie zła, Ognisty szlak, Wielki sekret)
- cykl Egipski sędzia (3 powieści: Zamordowana piramida, Prawo pustyni, Sprawiedliwość wezyra)
- cykl Ramzes (5 powieści: Syn światłości, Świątynia milionów lat, Bitwa pod Kadesz, Wielka pani Abu Simbel, Pod akacją Zachodu)
- cykl Śledztwa księcia Setny (4 powieści: Przeklęty grobowiec, Zakazana księga, Złodziej dusz, Pojedynek magów)
- Czarny faraon ("Le Pharaon noir" 1997) –  powieść o faraonie Pianchi
- Królowa Słońce ("La Reine Soleil" 1998) – o królowej Anchesenpaaton
- Na tropie Tutenchamona ("L'Affaire Toutânkhamon" 1992)
- Tutanchamon – ostatni sekret ("Toutânkhamon – l'ultime secret" 2008)
- Ostatnia świątynia ("Pour l'amour de Philae" 1990)
- Sen Kleopatry ("Le dernier rêve de Cléopâtre" 2012)
- Sfinks ("Sphinx" 2016)
- Mozart (2 tomy powieści spośród czterech)

### Popularnonaukowe
- Podróż po Egipcie faraonów – 2004 ("Voyage dans l'Égypte des pharaons" 2002)
- Sekrety Egiptu faraonów – 2006 (L'Égypte ancienne au jour le jour" 1985)
- Echnaton i Nefertiti – 2008 ("Néfertiti et Akhénaton – le couple solaire" 1990)
- Egipcjanki – 2008 ("Les Égyptiennes" 1998)

### Kryminalne
- Morderstwo w British Museum ("Meurtre au British Museum" 1984) [jako J.B. Livingstone]
- Zbrodnia w Lindenbourne ("Crime à Lindenbourne" 1985) [J.B. Livingstone]
- Higgins prowadzi śledztwo ("Higgins mène l'enquête" 1989) [J.B. Livingstone]
- Ostatnia zbrodnia Agaty Christie ("Le dernier crime d'Agatha Christie" 1997) [jako Christopher Carter]